# バスケットボール女子オーストラリア代表
バスケットボール女子オーストラリア代表は、オーストラリアにおける女子バスケットボールのナショナルチームである。愛称は「オパールズ」。

## 歴史
オリンピックでは1996年アトランタオリンピックから5大会連続でメダルを獲得した。
2006年女子バスケットボール世界選手権で初優勝を果たした。
2017年からFIBA女子アジアカップに出場している。同年の大会は日本に決勝で敗れた。
2021年開催の東京オリンピックは予選リーグでベルギーと中国に2連敗した後、プエルトリコに勝利してグループ3位通過したが、準々決勝でアメリカに敗れた。

## 主な成績

### オリンピック
| 年   | 成績   | 勝 | 敗 |
| ---- | ------ | -- | -- |
| 1984 | 5位    | 1  | 4  |
| 1988 | 4位    | 2  | 3  |
| 1996 | 3位    | 5  | 3  |
| 2000 | 準優勝 | 7  | 1  |
| 2004 | 準優勝 | 7  | 1  |
| 2008 | 準優勝 | 7  | 1  |
| 2012 | 3位    | 6  | 2  |
| 2016 | 5位    | 5  | 1  |
| 2020 | 8位    | 1  | 3  |

### ワールドカップ
- 1957 - 10位
- 1967 - 10位
- 1971 - 9位
- 1975 - 10位
- 1979 - 4位
- 1983 - 11位
- 1986 - 9位
- 1990 - 6位
- 1994 - 4位
- 1998 - 3位
- 2002 - 3位
- 2006 - 優勝
- 2010 - 5位
- 2014 - 3位
- 2018 - 準優勝

### アジアカップ
- 2017 - 準優勝
- 2019 - 3位
- 2021 - 3位

## 歴代選手
- ローレン・ジャクソン
- ペニー・テイラー